# Équation sextique

Fonction sextique possédant 6 zéros. Une fonction sextique possède toujours 6 zéros complexes ou réels. Le nombre de zéros complexes est égal à 6-n, où n est le nombre de zéros réels, compris entre 0 et 6.

Une équation sextique est une équation polynomiale de degré 6 de la forme  {\displaystyle ax^{6}+bx^{5}+cx^{4}+dx^{3}+ex^{2}+fx+g=0}, où {\displaystyle a,b,c,d,e,f} sont des coefficients réels ou complexes (ou appartenant à n'importe quel corps). On a spécifiquement {\displaystyle a\neq 0}. 
Une telle équation est obtenu à partir d'un polynôme {\displaystyle P=f(x)}, où {\displaystyle f(x)} est une fonction sextique de la forme {\displaystyle ax^{6}+bx^{5}+cx^{4}+dx^{3}+ex^{2}+fx+g}, {\displaystyle a\neq 0}.
Selon le théorème d'Abel, la plupart des équations sextiques ne sont pas résolubles par radicaux. D'autres, comme les équations suivantes, le sont :
{\displaystyle ax^{6}+b=0,\quad a\neq 0}, qui peut se ramener au cas linéaire
{\displaystyle ax^{6}+bx^{3}+c=0,\quad a\neq 0}, qui peut se ramener au cas quadratique